# Индийская национальная академия наук
Индийская национальная академия наук, сокращённо ИНАН (хинди भारतीय राष्ट्रीय विज्ञान अकादमी; англ. Indian National Science Academy, INSA) со штаб-квартирой в Нью-Дели — высшая научная организация Индии, координирующая и стимулирующая в Индии исследования во всех отраслях науки и технологии.

## История и обзор
Первоначально была создана 7 января 1935 года в Калькутте как «Национальный институт наук Индии» — главное учреждение, координирующее науку в стране и призванное быть связующим звеном между отдельными научными и образовательными учреждениями и колониальной администрацией Британской Индии. Первым президентом академии стал британский химик, геолог и геодезист Льюис Фермор, которого в 1937 сменил первый индийский президент — астрофизик Мегнад Саха. После провозглашения независимости в 1945 году правительство Индии подтвердило статус института как главного научного общества Индии, представляющего все отрасли науки и технологии.
В мае 1946 года штаб-квартира института переехала в кампус Делийского университета, а впоследствии обрела собственное здание в Дели, заложенное в 1948 с участием Давахарлала Неру и законченное к 1951 году. В 1968 году институт был назначен представителем Индии в Международном совете по науке (МСН). В 1970 году организация получила своё текущее название и статус национальной академии. С 2004 года является участником Берлинской декларации по открытому доступу к знанию в естественных и гуманитарных науках. В 1990 году для академии было построено новое здание по проекту архитектора Раджа Ревала.
Академия играет значительную роль в популяризации, признании и поощрении передового опыта в научных исследованиях, а также стимулировании его применения для повышения национального благосостояния, защите интересов ученых, установлении сотруднических связей с международными научными организациями и формулировке экспертных мнений по национальным вопросам.
С целью поощрения стремления к совершенству в области науки и технологии академией было учреждено 59 наград в четырёх категориях от наград для молодых учёных до международных премий. Она также издает журналы, организует научные дискуссии и публикует труды и монографии.

## Члены академии
Личный состав академии состоит из членов-основателей, действительных, иностранных и «праваси»-членов. Избрание в академию осуществляется только по номинации.
Академия имеет деление по географическому принципу; все действительные члены относятся к одному из 13 региональных отделений:
| Штаб-квартира (город) | Охват академиков (регионы или города) | Председатель отделения (на 2018—2021 годы) |
| --------------------- | --- | ------------------------------------------ |
| Ахмадабад             | Штаты Гуджарат и Раджастхан (полностью) | Шьям Лал                                   |
| Бангалор              | Штат Карнатака (полностью) | Рене Борджес [уточнить]                    |
| Бхубанешвар           | Штаты Орисса и Бихар (полностью) | Т. К. Адхья                                |
| Варанаси              | Варанаси, Азамгарх, Горакхпур (шт. Уттар-Прадеш)                                                                                              | Дебабрата Даш                              |
| Дели                  | Дели; Агра, Алигарх, Газиабад, Мератх, Ноида (шт. Уттар-Прадеш); Гвалиор, агломерация Сагар-Бхопал (шт. Мадхья-Прадеш); Гургаон (шт. Харьяна) | Субрата Синха                              |
| Калькутта             | Бардхаман, Калькутта (вкл. Джадавпур), Кальяни (шт. Западная Бенгалия); Шиллонг (шт. Мегхалая)                                                | Хеманта К. Маджумдер                       |
| Канпур                | Канпур (шт. Уттар-Прадеш) | Джитендра Кумар Бера                       |
| Лакхнау               | Лакхнау (шт. Уттар-Прадеш); Найнитал, Пантнагар, Раникхет (шт. Уттаракханд)                                                                   | Тапас Кумар Кунду                          |
| Мадураи               | Мадураи, Караикуди, Тируччираппалли (шт. Тамилнад), союзн. терр. Пондичерри (полностью)                                                       | К. Велутхамби                              |
| Мумбаи                | Мумбаи (шт. Махараштра); Индаур (шт. Мадхья-Прадеш)                                                                                           | Г. Равиндра Кумар                          |
| Пуна                  | Пуна, Ахмеднагар, Аурангабад (шт. Махараштра); штат Гоа (полностью)                                                                           | Анил Кумар                                 |
| Праяградж             | Праяградж (шт. Уттар-Прадеш) | Б. К. Агравал                              |
| Тривандрам            | Штат Керала (полностью) | А. Аджаягхош                               |
| Хайдерабад            | Штат Андхра-Прадеш (полностью) | С. Чандрасекхар                            |
| Харагпур              | Дургапур и Харагпур (шт. Западная Бенгалия)                                                                                                   | Аниндья Саркар                             |
| Чандигарх             | Штаты Пенджаб, Химачал-Прадеш (полностью) , Харьяна (кроме города Гургаон), союзные территории Джамму и Кашмир, Ладакх, Чандигарх (полностью) | Т. Р. Шарма                                |
| Ченнаи                | Штат Тамилнад (кроме городов Мадурай, Караикуди, Тируччираппалли), город Тирупати (в шт. Андхра-Прадеш)                                       | Б. С. Мурти                                |

## Президенты академии
По данным соответствующего раздела сайта академии

| Имя                              | Годы жизни | Специальность                                | Портрет | На посту  |
| -------------------------------- | ---------- | -------------------------------------------- | ------- | --------- |
| Фермор, Льюис Ли                 | 1880—1954  | химик и геолог                               |         | 1935—1936 |
| Саха, Мегнад                     | 1893—1956  | физик и астрофизик                           |         | 1937—1938 |
| Чопра, Рам Натх                  | 1882—1973  | военный (стимулировал развитие фармакологии) |         | 1939—1940 |
| Прашад, Байни                    | 1894—1969  | зоолог                                       |         | 1941—1942 |
| Гхош, Джнан Чандра               | 1894—1959  | химик                                        |         | 1943—1944 |
| Вадия, Дараша Ношерван           | 1883—1969  | геолог и геодезист                           |         | 1945—1946 |
| Бхатнагар, Шанти Сваруп          | 1894—1955  | химик                                        |         | 1947—1948 |
| Бозе, Шатьендранат               | 1894—1974  | физик-теоретик                               |         | 1949—1950 |
| Хора, Сундер Лал                 | 1896—1955  | ихтиолог                                     |         | 1951—1952 |
| Кариаманиккам Шриниваса Кришнан  | 1898—1961  | физик                                        |         | 1953—1954 |
| Укил, Амулья Чандра              | 1888—1970  | бактериолог                                  |         | 1955—1956 |
| Махаланобис, Прасанта Чандра     | 1893—1972  | математик и статистик                        |         | 1957—1958 |
| Митра, Сисир Кумар               | 1890—1963  | физик                                        |         | 1959—1960 |
| Кхосла, Аджудия Натх             | 1892—1984  | инженер                                      |         | 1961—1962 |
| Баба, Хоми Джехангир             | 1909—1966  | ядерный физик                                |         | 1963—1964 |
| Кханолкар, Васант Рамиджи        | 1895—1978  | патолог                                      |         | 1965—1966 |
| Т. Р. Сешадри                    | 1900—1975  | химик                                        |         | 1967—1968 |
| Рам, Атма                        | 1908—1983  | химик                                        |         | 1969—1970 |
| Сешачар, Багепалли Рамачандрачар | 1908—1994  | клеточный биолог                             |         | 1971—1972 |

| Имя                                 | Годы жизни | Специальность                     | Портрет | На посту  |
| ----------------------------------- | ---------- | --------------------------------- | ------- | --------- |
| Котари, Даулат Сингх                | 1906—1993  | физик и астрофизик                |         | 1973—1974 |
| Пал, Бенджамин Пири                 | 1906—1989  | генетик растений                  |         | 1975—1976 |
| Раманна, Раджа                      | 1928—2004  | ядерный физик                     |         | 1977—1978 |
| Рамалингасвами, Вулимири            | 1921—2001  | врач-диетолог                     |         | 1979—1980 |
| Менон, Мамбилликалатил Говинд Кумар | 1928—2016  | физик                             |         | 1981—1982 |
| Шарма, Арун Кумар                   | 1924—2017  | клеточный биолог, генетик и химик |         | 1983—1984 |
| Рао, Чинтамани Нагеса Рамачандра    | 1934—      | химик                             |         | 1985—1986 |
| Паинтал, Аутар Сингх                | 1925—2004  | физиолог и нейробиолог            |         | 1987—1988 |
| Шарма, Манмохан                     | 1937—      | химик-технолог                    |         | 1989—1990 |
| Тандон, Пракаш Нараин               | 1928—      | нейробиолог и нейрохирург         |         | 1991—1992 |
| Джоши, Шри Кришна                   | 1935—2020  | физик                             |         | 1993—1995 |
| Шринивасан Варадараджан             | 1928—2022  | химик                             |         | 1996—1998 |
| Мехта, Говердхан                    | 1943—      | химик                             |         | 1999—2001 |
| М. С. Валиатхан                     | 1934—2024  | кардиохирург                      |         | 2002—2004 |
| Машелкар, Рагхунатх Анант           | 1943—      | химик-технолог                    |         | 2005—2007 |
| Маманнамана Виджаян                 | 1941—2022  | биолог                            |         | 2007—2010 |
| Лал, Кришан                         | 1941—      | физик                             |         | 2011—2013 |
| Гадагкар, Рагхавендра               | 1953—      | социобиолог и эколог              |         | 2014—2016 |
| Суд, Аджай Кумар                    | 1951—      | физик                             |         | 2017—2020 |
| Шаха, Чандрима                      | 1952—      | биолог                            |         | 2020—2022 |
| Шарма, Ашутош                       | 1961—      | инженер-химик                     |         | 2023—     |